# Umeå Maria distrikt
Umeå Maria distrikt är ett distrikt i Umeå kommun och Västerbottens län. Distriktet omfattar de östra delarna av tätorten Umeå (stadsdelarna Mariehem, Marieberg, Mariedal, Mariestrand, Marielund och Nydalahöjd samt ett område österut kring byn Anumark i södra Västerbotten.

## Tidigare administrativ tillhörighet
Distriktet inrättades 2016 och utgörs av en del av det område som till 1971 utgjorde Umeå stad.
Området motsvarar den omfattning Umeå Maria församling hade 1999/2000 och fick 1998 efter utbrytning ur Ålidhems församling.

## Tätorter och småorter
I Umeå Maria distrikt finns en tätort men inga småorter.

### Tätorter
- Umeå (del av)